# Everard Ter Laak
Everard Ter Laak CICM (chiń. 蘭克複) (ur. 5 listopada 1868 w Didam, zm. 5 maja 1931 w Gaojiayingzi) – holenderski duchowny rzymskokatolicki, misjonarz, wikariusz apostolski Południowego Gansu, wikariusz apostolski Xiwanzi, administrator apostolski misji sui iuris Urgi.

## Biografia
17 listopada 1889 złożył śluby zakonne w Zgromadzeniu Niepokalanego Serca Maryi. 3 kwietnia 1892 otrzymał święcenia prezbiteriatu i w tym samym roku wyjechał na misje do Mongolii.
21 czerwca 1906 papież Pius X mianował go wikariuszem apostolskim Południowego Gansu. Nie przyjął wówczas sakry biskupiej. 1 maja 1914 ten sam papież przeniósł go na stanowisko koadiutora wikariusza apostolskiego Centralnej Mongolii i mianował biskupem tytularnym Paroecopolis seu Partecopolis. 15 listopada 1914 przyjął sakrę biskupią z rąk wikariusza apostolskiego Centralnej Mongolii Jeromego van Aertselaera CICM. Współkonsekratorami byli wikariusz apostolski Południowo-Zachodniej Mongolii Alphonse Bermyn CICM oraz wikariusz apostolski Wschodniej Mongolii Conrad Abels CICM.
14 marca 1922 wikariat apostolski Centralnej Mongolii zmienił nazwę na wikariat apostolski Chaha’er. 12 stycznia 1924 zmarł wikariusz apostolski Chaha’eru Jerome van Aertselaer CICM. Tym samym bp Ter Laak został ordynariuszem tego wikariatu. 3 grudnia 1924 wikariat apostolski ponownie zmienił nazwę. Tym samym zmienił się tytuł bpa Ter Laaka na wikariusz apostolski Xiwanzi.
Ponadto od 1924 do śmierci bp Ter Laak był administratorem apostolskim obejmującej Mongolię misji sui iuris Urgi.